# Kisen
Kisen (喜撰, noto anche come 喜撰法師 Kisen Hōshi; ... – ...) è stato un poeta giapponese, apprezzato nel waka, tanto da essere citato come uno dei sei migliori poeti di waka nella prefazione in giapponese al Kokinshū di cui è autore Ki no Tsurayuki.
Si hanno poche notizie sulla sua vita oltre quelle che fosse un monaco buddista della scuola Shingon e che ha vissuto sul Monte Uji. C'è una teoria secondo cui il nome "Kisen" è uno pseudonimo di Ki no Tsurayuki. Secondo il Mumyōshō (無名抄, un saggio sulla poesia tanka scritto da Kamo no Chōmei), il sito della residenza di Kisen si trova nei pressi di Uji. C'è ancora una piccola grotta su una collina chiamata Kisen Cave.
Quando Ki no Tsurayuki scrisse la prefazione giapponese (仮名序, kanajo) del Kokinshū, scelse Kisen come uno dei sei saggi della poesia (六歌仙, rokkasen) la cui opera doveva essere considerata superiore. Tsurayuki dice quanto segue per commentare il lavoro di Kisen:

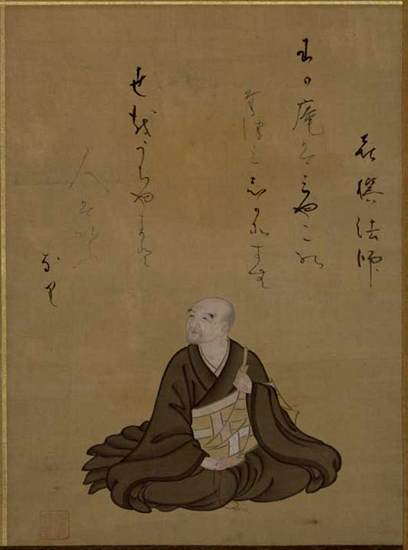
Kisen, dipinto da Mitsuoki Tosa

Alcuni attribuiscono a Kisen la raccolta di poesie Waka sakushiki (倭歌作式), conosciuta anche come Kisen-shiki (喜撰式), ma è probabilmente una raccolta apocrifa e creata molto dopo la fine del periodo Heian.

## Poesia
Le seguenti due poesie (詠歌, eika) sono le uniche che possono essere ricondotte con sicurezza a lui:
(Hyakunin Isshu N° 8 (Kokinwakashū varie 983))
(Gyokuyō Wakashū 3:400)